# Omar Simmonds
Omar Antonio Simmonds Pea (Ciudad de Panamá, Panamá, 15 de agosto de 1981) es un yudoca panameño. Compitió en la prueba masculina de 81 kg en los Juegos Olímpicos de Verano de 2012 y fue eliminado en la segunda ronda por Joachim Bottieau.Vicecampeón de los X Juegos Deportivos Centroamericanos y del Campeonato Centroamericano en 2010. Participante de los campeonatos del mundo en 2010 y 2011.

## Biografía
El único judoca panameño fue el representante Omar Simmonds Pea. Los mejores jugadores avanzaron según su clasificación (Simmonds Pea ocupó el puesto 215, por lo que no pudo clasificarse de esta manera).Uno de los torneos clasificatorios para los Juegos Olímpicos de Londres fue la Copa del Mundo celebrada ese mismo año en la ciudad estadounidense de Miami. Simmonds Pea ocupó el quinto lugar en ellos.Sin embargo, de estos campeonatos solo dos judocas lograron clasificarse para los juegos: Reginald de Windt de Curazao y el mencionado Simmonds Pea. En Londres compitió en la categoría de peso de hasta 81 kilogramos. Comenzó la competición desde la segunda ronda, es decir, desde los 1/16 de final. La competencia en esta ronda comenzó el martes 31 de julio. Simmonds Pea entró en la pelea en el decimoquinto partido. Su oponente fue el representante de Bélgica, Joachim Bottieau, con quien perdió 1100-0001, quedando así eliminado de la competición por las medallas.El coreano Kim Jae-Bum ganó este concurso. De Windt se clasificó en la 17.ª posición ex aequo con los jugadores que quedaron eliminados en la misma ronda.